# Midden-Oostenkwartet
Het Midden-Oostenkwartet, ook wel het diplomatieke Kwartet of Madrid-kwartet of gewoon het Kwartet, is een viertal landen en internationale en supranationale entiteiten die betrokken zijn bij de bemiddeling van het vredesproces in het Israëlisch-Palestijns conflict. Het Kwartet bestaat uit de Verenigde Naties, de Verenigde Staten, de Europese Unie en Rusland. De groep werd opgericht in Madrid in 2002 door de Spaanse premier Aznar, als gevolg van het escalerende conflict in het Midden-Oosten. Kito de Boer is de huidige speciale gezant van het Kwartet.

## Speciale gezanten
James Wolfensohn, de voormalige voorzitter van de Wereldbank, werd benoemd tot speciaal gezant voor de terugtrekking van Israël uit de Gazastrook in april 2004. Het jaar daarop trad hij af, door de beperkingen in de omgang met de islamitische militante groep Hamas en het achterhouden van geld van de Palestijnse Autoriteit, waardoor deze dreigde in te storten.
Op 27 juni 2007 werd aangekondigd dat Tony Blair de positie van de officiële gezant van het Kwartet had aanvaard, dezelfde dag dat hij ontslag nam als eerste minister van het Verenigd Koninkrijk. De goedkeuring kwam na aanvankelijke bezwaren van Rusland. Sinds november 2015 is Nederlander Kito de Boer de huidige speciale gezant van het Kwartet. De Verenigde Naties houdt zicht op de financiën en de veiligheid van zijn missie.

## Vrede-inspanningen en acties
In 2006 werd er een oproep gedaan door de Israëlische en Palestijnse delegaties aan China om zich aan te sluiten bij het Kwartet.
Tony Blair reisde regelmatig naar het Midden-Oosten na zijn benoeming tot speciaal gezant. Tijdens een reis in maart 2008 had hij een ontmoeting met de Israëlische leiders. De tevens geplande ontmoeting   met Israëlische en Palestijnse zakenlieden werd 'uitgesteld' vanwege oplaaiend geweld, omdat dat volgens een bepaalde diplomatieke bron niet bevorderlijk was voor de ontmoeting. In mei 2008 kondigde Tony Blair een nieuw plan voor vrede en voor de Palestijnse rechten, sterk gebaseerd op de ideeën van het Peace Valley-plan.
In een interview augustus 2009 zei Tony Blair dat hij zou graag zien dat Hamas en Hezbollah worden opgenomen in de vredesbesprekingen, maar onder de juiste omstandigheden, dat religieuze leiders meer betrokken moeten worden bij het vredesproces, en dat de oplossing van het conflict eenvoudiger kan worden dan het is in Noord-Ierland.
Enkele jaren na zijn aftreden zei Blair in een interview met de schrijver van het boek Gaza: Preparing for Dawn voor het eerst dat hij en de andere wereldleiders fout geweest waren om toe te geven aan de druk van Israël om Hamas te boycotten nadat de islamitische partij in 2006 de verkiezingen had gewonnen die eerlijk en vrij waren verlopen. De boycot en Israëls economische blokkade van de Gazastrook die dat jaar daarop begon, bestaan nog steeds.

## Vertegenwoordigers
- Verenigd Koninkrijk — Speciaal gezant Tony Blair
- Verenigde Naties — Secretaris-generaal Ban Ki-moon
- Europese Unie — Hoge Vertegenwoordiger Federica Mogherini
- Verenigde Staten — Minister van Buitenlandse Zaken Rex Tillerson
- Rusland — Minister van Buitenlandse Zaken Sergei Lavrov